# North Devon
North Devon é um distrito de administração local situado em Devon, Inglaterra, e também a designação da região Norte do condado de Devon. O seu conselho tem a sua sede em Barnstaple. Outras cidades e vilas neste distrito são Braunton, Fremington, Ilfracombe, Instow, South Molton, Lynton e Lynmouth.O distrito foi criado em 1 de Abril de 1974, sob a Lei do Governo Local de 1972, pela fusão do borough municipal de Barnstaple, dos distritos urbanos de Ilfracombe e Lynton, e dos distritos rurais de Barnstaple e South Molton.